# Doje Cering
Doje Cering (chinesisch 多吉才让; * November 1939 in Xiahe, Gansu) ist ein chinesischer Politiker der Kommunistischen Partei Chinas (KPCh), der unter anderem von 1985 bis 1990 Vorsitzender der Volksregierung des Autonomen Gebietes Tibet sowie zwischen 1993 und 2003 Minister für zivile Angelegenheiten im Staatsrat der Volksrepublik China war.

## Leben

### Politische Laufbahn im Autonomen Gebiet Tibet
Doje Cering, Angehöriger der Tibeter, begann seine berufliche Laufbahn nach dem Schulbesuch 1955. Er war anfangs Verwaltungsangestellter und Leiter einer Arbeitsgruppe sowie im Anschluss von 1957 bis 1959 Chef der Brigade „Nayi“ der Volkskommune „Hezuo“ in Xiahe, einem Kreis im Autonomen Bezirk Gannan der Tibeter. 1959 wurde er als Verwaltungsangestellter in das Autonome Gebiet Tibet versetzt und war zwischen 1959 und 1965 in Personalunion stellvertretender Vorsitzender der Volksregierung, Richter am Kreisgericht sowie stellvertretender Sekretär des Parteikomitees des Kreises Nagarzê, Teil des Regierungsbezirks Shannan. Während dieser Zeit wurde er 1960 Mitglied der Kommunistischen Partei Chinas (KPCh). Anschließend fungierte er von 1965 bis 1966 als Vorsitzender der Volksregierung und Richter am Kreisgericht des ebenfalls zum Regierungsbezirk Shannan gehörenden Kreises Gyaca. Im Laufe der Kulturrevolution war er stellvertretender Vorsitzender einer Produktionsgruppe sowie Mitglied des Ständigen Ausschusses des Revolutionskomitees dieser Produktionsgruppe im Kreis Gyaca. Danach fungierte er zwischen 1969 und 1973 als Vize-Vorsitzender des Revolutionskomitees im Regierungsbezirk Shannan sowie zugleich Sekretär des Parteikomitees dieses Regierungsbezirks.
1973 wurde Doje Cering Sekretär des Kommunistischen Jugendverbandes Chinas (KJVC) des Autonomen Gebietes Tibet und bekleidete diese Funktion bis 1977. Er war zeitweise auch Erster Politkommissar des Militärbezirks Tibet. Daraufhin bekleidete er zwischen 1977 und 1983 in Personalunion die Posten als Erster Sekretär des Parteikomitees des Regierungsbezirks Xigazê sowie als Vorsitzender der Politischen Konsultativkonferenz des chinesischen Volkes dieses Regierungsbezirks. Darüber hinaus gehörte er zwischen 1977 und 1985 dem Ständigen Ausschuss des Parteikomitees des Autonomen Gebietes Tibet an und war zudem zeitweilig Erster Sekretär des Parteikomitees des Militärbezirks Tibet der Volksbefreiungsarmee. Auf dem XII. Parteitag der Kommunistischen Partei Chinas (1. bis 12. September 1982) wurde Mitglied der Zentralen Disziplinarkommission der Kommunistischen Partei Chinas. Nachdem er zwischen 1983 und 1985 Vize-Vorsitzender der Volksregierung des Autonomen Gebietes Tibet war, löste er im Dezember 1985 Doje Cedain als Vorsitzender der Volksregierung des Autonomen Gebietes Tibet und bekleidete dieses Amt bis zu seiner Ablösung durch Gyaincain Norbu am 31. Mai 1990. Daneben war er von 1985 bis 1990 auch stellvertretender Sekretär des Parteikomitees des Autonomen Gebietes.

### ZK-Mitglied und Minister für zivile Angelegenheiten
Auf dem XIII. Parteitag (25. Oktober bis 2. November 1987) wurde Doje Cering erstmals Mitglied des Zentralkomitees der Kommunistischen Partei Chinas (ZK der KPCh) und gehörte diesem Führungsgremium der Partei nach seinen Bestätigungen auf dem XIV. Parteitag der KPCh (12. bis 19. Oktober 1992), auf dem XV. Parteitag (12. bis 19. September 1997) sowie auf dem XVI. Parteitag (8. bis 14. November 2002) bis zum XVII. Parteitag (15. bis 21. Oktober 2007) an.
Nach mehr als dreißigjähriger Tätigkeit im Autonomen Gebiet Tibet wurde Doje Cering 1990 nach Peking berufen, wo er zunächst zwischen 1990 und 1993 Vize-Minister für zivile Angelegenheiten sowie in Personalunion auch stellvertretender Sekretär der Parteiführungsgruppe des Ministeriums war. Im März 1993 übernahm er von Cui Naifu schließlich selbst den Posten als Minister für zivile Angelegenheiten im Staatsrat der Volksrepublik China und bekleidete diesen zehn Jahre lang bis März 2003, woraufhin Li Xueju seine Nachfolge antrat. Daneben war er von März 1993 bis März 2003 auch Sekretär der Parteiführungsgruppe des Ministeriums. Zugleich war er zwischen Juli 1998 und März 2003 Vize-Vorsitzender des Nationalen Komitees für Katastrophenschutz. Nach seinem Ausscheiden aus dem Staatsrat war er von März 2003 bis März 2003 während der zehnten Legislaturperiode Vorsitzender des Ausschusses für ethnische Angelegenheiten des Nationalen Volkskongresses.